# 孟显达
孟显达（514年—555年6月15日），字令迁，武威郡姑臧县人（今甘肃省武威市）人，北魏、西魏官员。

## 生平
永熙二年三月廿一日（533年4月30日），孟显达以清水郡公贺拔岳国侍郎为起家官。大统元年（535年）四月，孟显达加荡难将军。同年十月，魏孝武帝敕令孟显达跟随太师贺拔胜。大统三年（537年）闰九月，孟显达升任讨寇将军，随贺拔胜参与了沙苑之战。大统四年（538年）七月，孟显达屡次转任水曹参军、羽林监，加宁远将军，又随贺拔胜参与河桥之战。大统十三年（547年）十二月，孟显达出任豳州长史、大都督府兼仓曹参军。大统十五年（549年）十月，孟显达出任功曹参军，加辅国将军。大统十六年（550年），吏部转授孟显达都督、内固将军、奉车都尉。同年十月，孟显达出任辅国将军、中散大夫。魏后二年五月十一日（555年6月15日），孟显达在私人住宅中去世，虚岁四十二，魏恭帝诏令赠予假节、龙骧将军、泾州刺史，其余官职如故。开皇二十年太岁庚申十月丁巳朔廿八日甲申（600年12月9日），孟显达葬于雍州大兴县浐川乡长乐里之原。

## 家庭

### 祖父
- 孟天龙，光初县主簿、蓝田县县令[1]

### 父母
- 罗肆，赠假节、骠骑将军、鄯州刺史[1]
- 彭城刘氏，追赠秦州南由县县君[1]

### 子女
- 孟辉，长子[1]